# Тоголезский франк
Тоголезский франк (фр. franc togolais) — денежные знаки во франках (сначала французских, затем франках КФА), выпускавшиеся для Французского Того. Официально не назывались «тоголезским франком», однако обращались, как правило, только на указанной территории.

## История
Между 1884 и 1914 годами валютой германского протектората Тоголенд была немецкая марка.
В 1914 году, после начала Первой мировой войны, Того было оккупировано британскими и французскими войсками. В 1924 году Того разделено на две мандатные территории Лиги Наций. В западной, британской части, был введён британский западноафриканский фунт, в конечном итоге территория Британского Того стала частью Ганы.
На восточной, французской территории, был введён французский франк.
В 1924 году в дополнение к обращавшимся на территории Французского Того французским монетам были выпущены специальные монеты Мандатной территории Того.
В 1945 году денежной единицей африканских владений Франции, в том числе Того, стал франк КФА. После этого состоялось ещё два выпуска монет для Территории Того — в 1948 и 1956 годах. После 1956 года никаких специальных денежных знаков для Французского Того не выпускалось.
С 1955 года в обращение начат выпуск банкнот, а с 1957 года — монет в франках КФА Эмиссионного института Французской Западной Африки и Того, преобразованного позже в Центральный банк государств Западной Африки. В настоящее время в Того в обращении — западноафриканский франк КФА.

## Монеты
В 1924 году были введены монеты из алюминиевой бронзы в 50 сантимов, 1 и 2 франка. В 1925 году были выпущены монеты тех же номиналов, а в 1926 году — только 50 сантимов.
В 1948 году были выпущены монеты из алюминия в 1 и 2 франка, в 1956 году — 5 франков из алюминиевой бронзы.

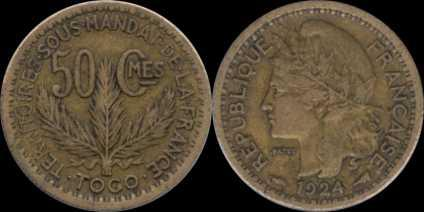
50 сантимов 1924
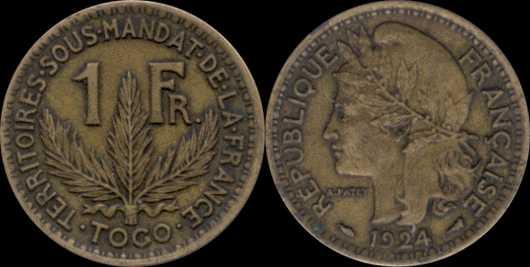
1 франк 1924
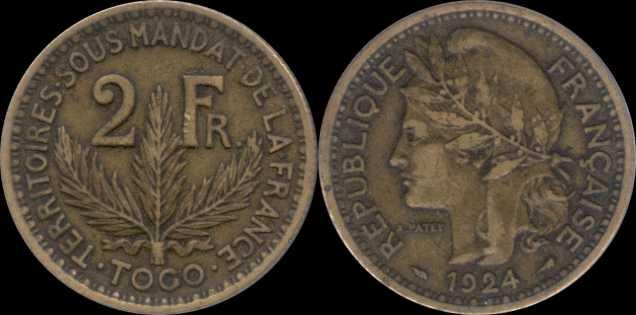
2 франка 1924
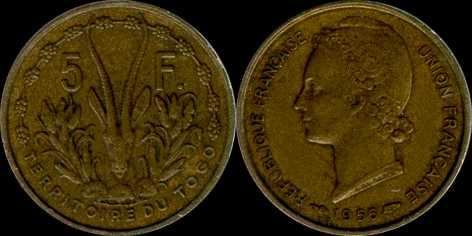
5 франков 1956